# Csobot Adél
Csobot Adél (Aranyosgyéres, 1994. május 9. –) énekesnő, színésznő, műsorvezető.

## Élete
Nagykárolyban nőtt fel. Édesanyja egyedül nevelte fel. Édesapja meghalt, amikor ő még gyerek volt. Van egy bátyja, Attila. Matematika és informatika tagozatos gimnáziumba járt. Gyerekkora óta vonzotta a szereplés: az éneklés mellett táncolni is tanult, és színjátszókörbe is járt, illetve a modellkedést is kipróbálta. Indult szépségversenyeken is, 2010-ben megnyerte a "Miss Nagykároly" szépségversenyt, valamint a "Miss Szatmárnémeti" szépségversenyen elnyerte a "Miss Turismo" címet. Emellett már ekkor is voltak fellépései.

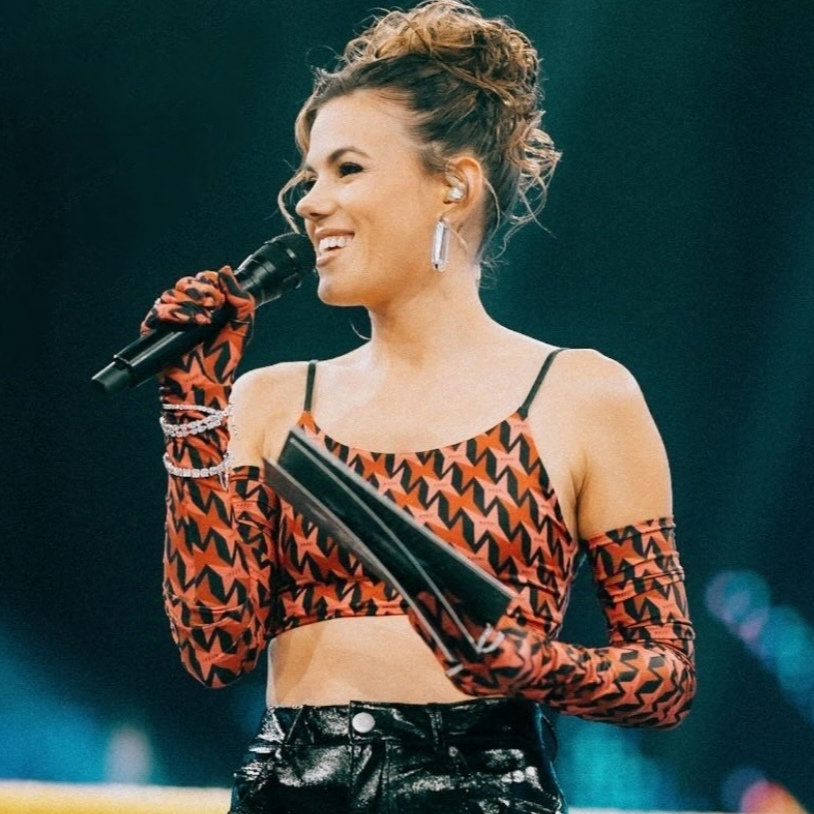
Adél vidáman mosolyog

2010-ben jelentkezett a Megasztár ötödik szériájába, ahol bekerült a legjobb 100 versenyző közé. 2011-ben a Csillag születik műsorba is jelentkezett, de itt nem ért el komolyabb sikert. 2012-ben szerencsét próbált az X-Faktor harmadik szériájában, ahol egészen a harmadik helyig jutott. Mentora Malek Miklós volt.
2013 áprilisában megjelent első saját dala Swing hatás címmel, majd megkapta a Kornay Mariann Művészeti Díjat. 2013 novemberében megjelent első lemeze Ami a szívemen a számon címmel. Az albumon Szenes Iván dalait dolgozták fel. Nem sokkal később új dallal jelentkezett, melynek címe Forog a film.
Műsorvezetőként is kipróbálta magát az X-faktor háttérműsorában, az AfterX-ben, valamint a Való Világ háttérműsorában, a BeleValóVilág-ban.
2013-ban szerepet kapott A legvidámabb barakk című darabban.
2014-ben az Alföldi Róbert által rendezett Az őrült nők ketrece című darabban kapott szerepet.
2015-ben szerepelt a Sztárban sztár harmadik évadában, ahol 4. helyezést ért el.
2016-ban a Sztárban sztár +1 kicsi egyik zsűritagja.
2018-ban szerepelt A nagy duett hatodik évadjában, ahol partnerével, Rózsa Györggyel 3. helyezést értek el.
2019-ben párjával, Istenes Bencével szerepeltek az RTL Klub Nyerő páros műsoráben; amit végül megnyertek.
2020-ban az Álarcos Énekes egyik zsűritagja, nyomozója.
2020-ban megkapta első filmszerepét a Dobó Kata által rendezett El a kezekkel a papámtól című filmben.
2021-ben az X-Faktor női mentora, zsűritagja.
2021-ben az Álarcos Énekesben az Automata jelmezben rejtőzködött.
2022-ben szerepelt a Dancing with the stars harmadik évadában; melyet partnerével, Hegyes Bertalannal végül megnyertek. 
2023-től a Sztárbox női műsorvezetője.
2024-től ismét az Álarcos Énekes nyomozója lett.

## Magánélete
Párja Istenes Bence. 2012-ben ismerkedtek meg, az X-Faktor alatt. 2013 őszén szakítottak. Egy évvel később, 2014 őszén bejelentették, hogy újra együtt vannak. 2015. október 28-án bejelentették, hogy gyermeket várnak. 2016. május 4-én megszületett fiuk, Nátán. 2018. március 7-én bejelentették, hogy második közös gyermeküket várják.
A fiú, aki az Ádin nevet kapta, 2018. augusztus 11-én született meg.

## Műsorai
| Év          | Műsor                   | Szerep      | Csatorna |
| ----------- | ----------------------- | ----------- | -------- |
| 2015        | Sztárban sztár          | versenyző   |          |
| 2016-2017   | Sztárban sztár +1 kicsi | zsűritag    |          |
| 2018        | A Nagy Duett            | versenyző   |          |
| 2019        | Nyerő Páros             | versenyző   |          |
| 2021        | Életünk története       | szereplő    |          |
| 2021        | X-Faktor                | mentor      |          |
| 2022        | Dancing with the stars  | versenyző   |          |
| 2023-       | Sztárbox                | műsorvezető |          |
| 2020, 2024- | Álarcos Énekes          | nyomozó     |          |

## Diszkográfia
| Év   | Album                                                                      | Legmagasabb helyezés | Minősítés |
| Év   | Album                                                                      | MAHASZ Top 40        | Minősítés |
| ---- | -------------------------------------------------------------------------- | -------------------- | --------- |
| 2012 | Az első X – 10 dal az élő show-kból - Megjelenés: 2012.                    | 6                    |           |
| 2013 | Ami a szívemen a számon – Szenes Iván írta - Megjelenés: 2013. november 7. | 4                    |           |

### Slágerlistás dalai
| Év   | Dal          | Legmagasabb helyezés | Legmagasabb helyezés | Legmagasabb helyezés   | Legmagasabb helyezés | Legmagasabb helyezés | Legmagasabb helyezés | Legmagasabb helyezés | Album |
| Év   | Dal          | VIVA Chart           | Class 40             | Mahasz Editors’ Choice | Mahasz Rádiós Top 40 | Mahasz Dance Top 40  | MAHASZ Single Top 10 | EURO 200             | Album |
| ---- | ------------ | -------------------- | -------------------- | ---------------------- | -------------------- | -------------------- | -------------------- | -------------------- | ----- |
| 2013 | Swing hatás  |                      | 12                   |                        |                      |                      |                      |                      |       |
| 2014 | Forog a film |                      | 5                    |                        |                      |                      |                      |                      |       |

## Filmszerepei
- El a kezekkel a Papámtól! (2021)
- Cicaverzum (2023)
- Valami Amerika (2023)